# Valea Chioarului, Maramureș
Valea Chioarului este satul de reședință al comunei cu același nume din județul Maramureș, Transilvania, România.

## Istoric
Numele vechi a localității este Gaura.
Prima atestare documentară: 1561 (Gawora, Gawra). 

## Etimologie
Etimologia numelui localității: Din Vale (< subst. vale „depresiune” < lat. vallis) + Chioar (din magh. Kövár  „Cetatea de Piatră" < magh. kő „piatră" + magh. vár „cetate"). 

## Date geologice
Pe teritoriul satului Valea Chioarului se află un zăcământ important de bentonit. Corpul de riodacit bentonitizat se extinde pe circa 1 km, între versantul stâng al Pârâului Untului (la nord) până în Valea Olăriței (la sud). 

## Monumente istorice
- Biserica de lemn din Valea Chioarului

## Galerie de imagini

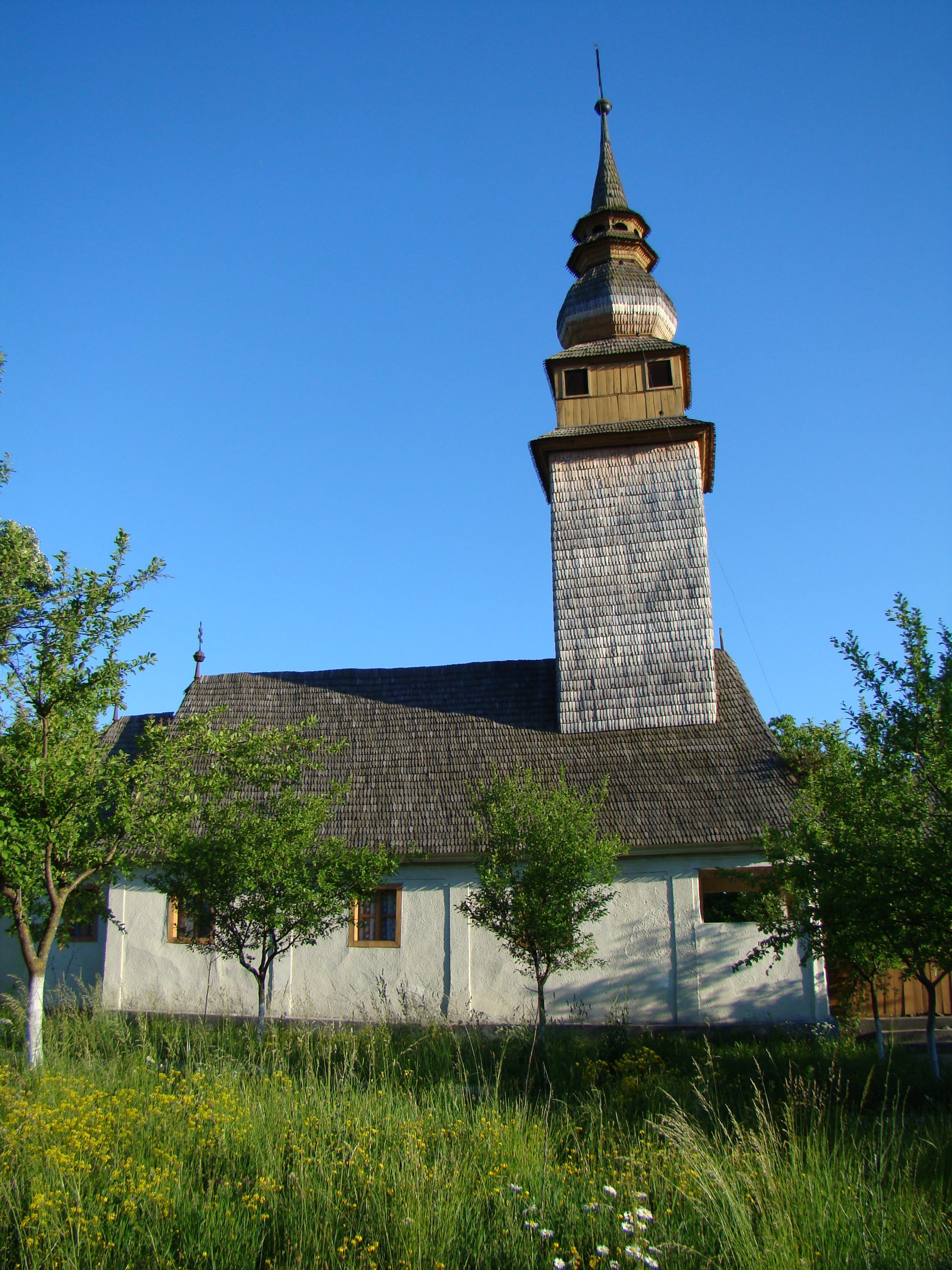
Biserica de lemn „Sfântul Nicolae”
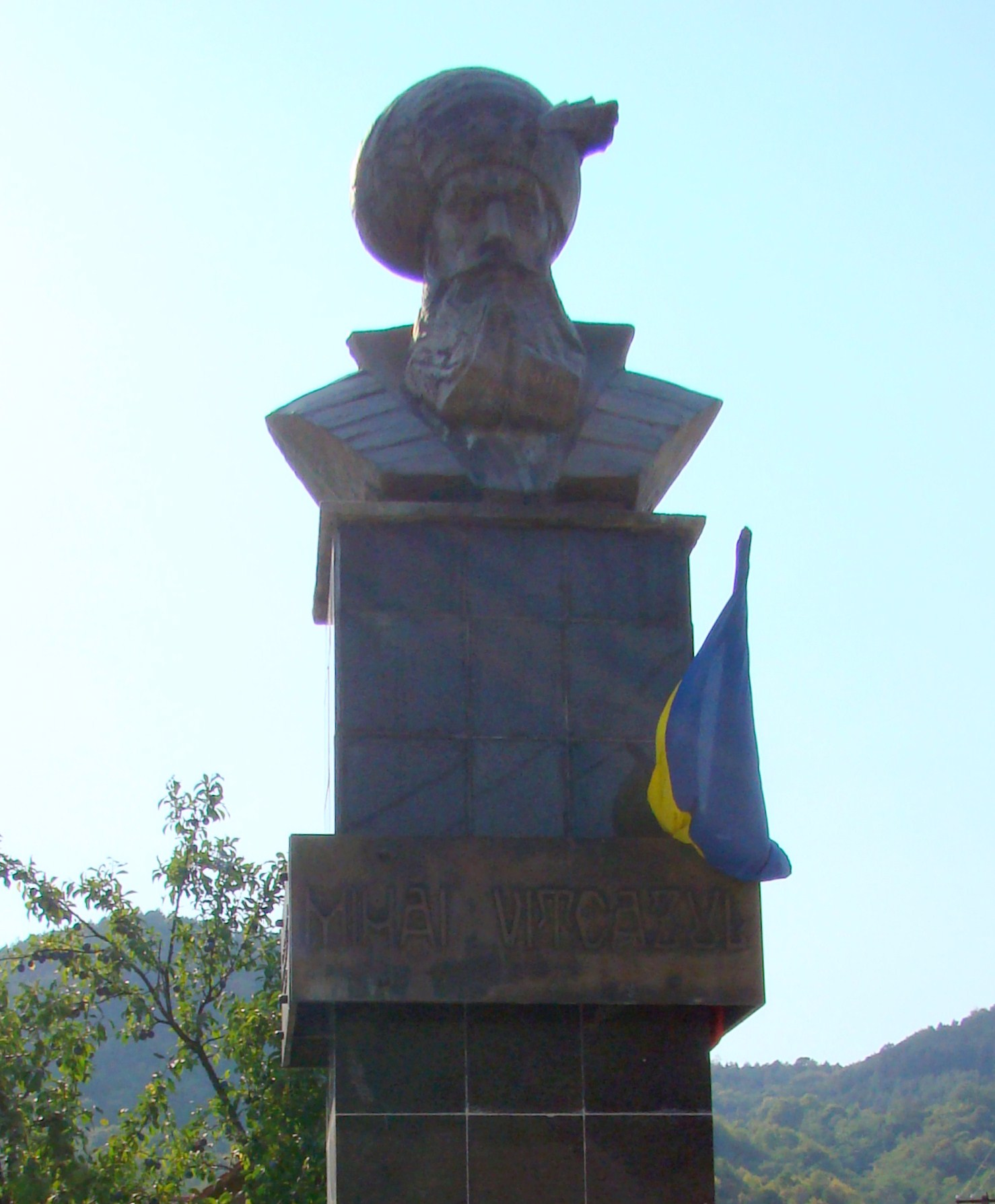
Bustul domnitorului Mihai Viteazu
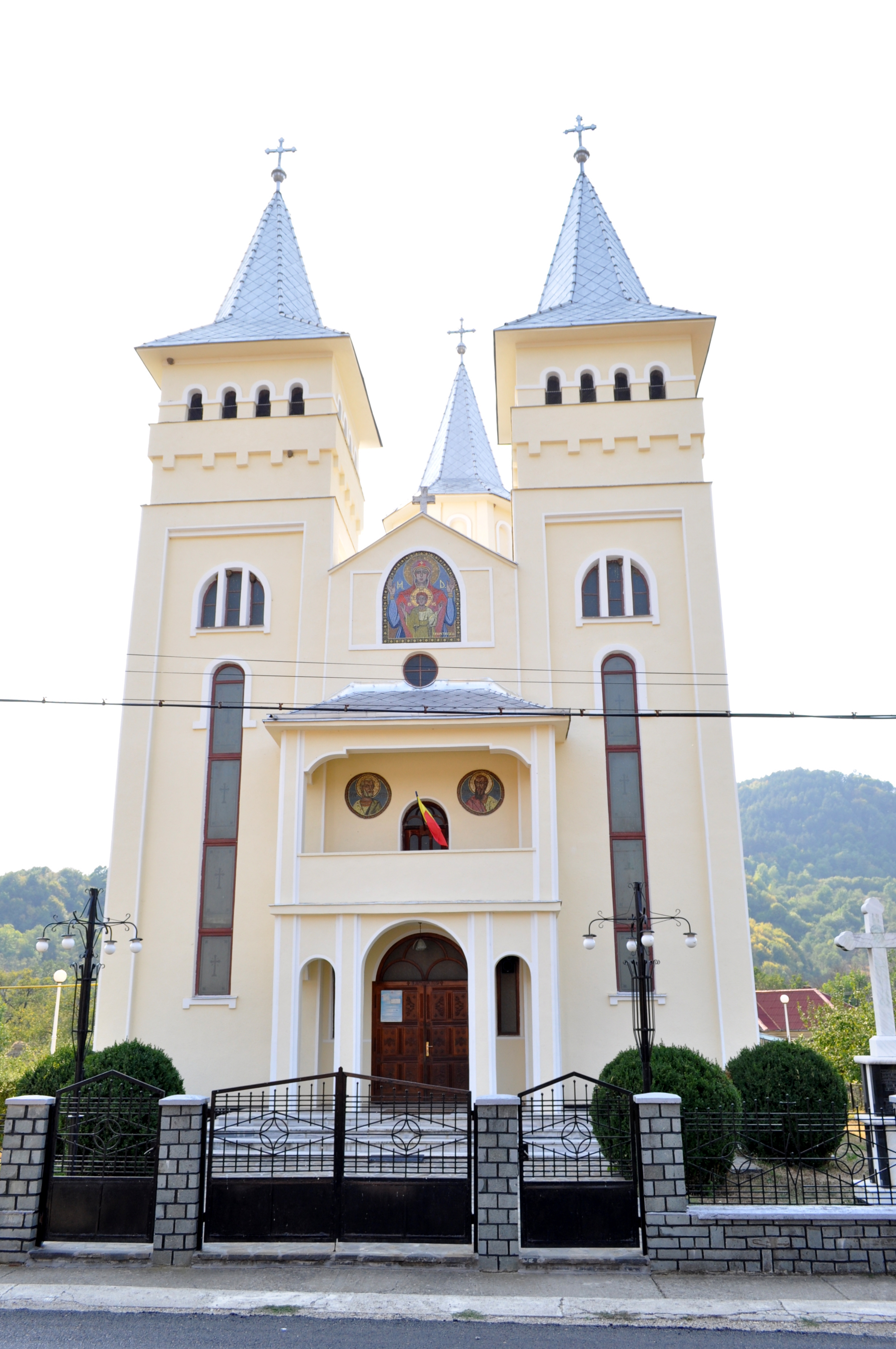
Biserica ortodoxă „Nașterea Maicii Domnului”
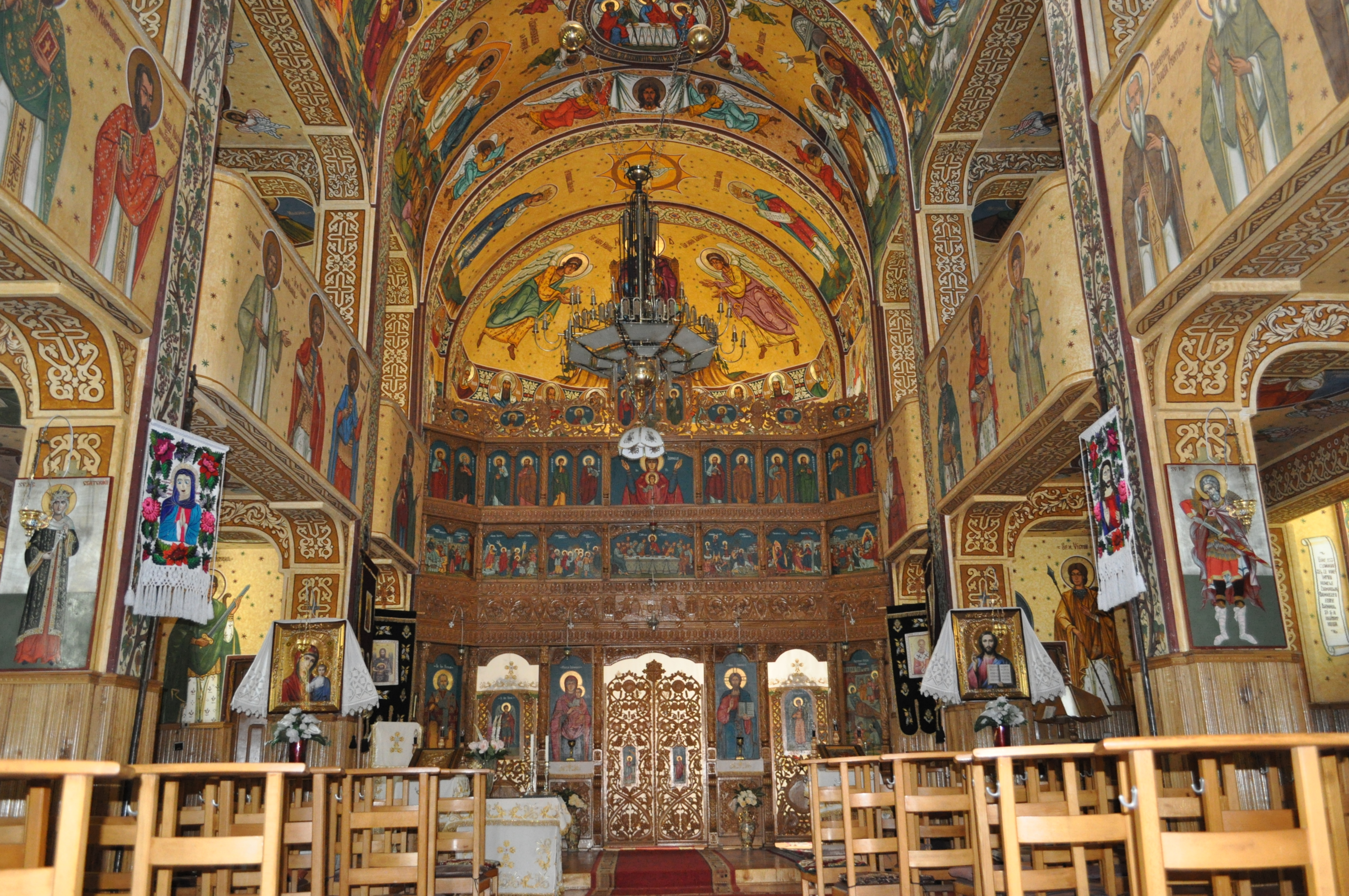
Biserica „Nașterea Maicii Domnului” (interior)

## Personalități
- Toma Costin (sfârșitul sec. al XVIII-lea – începutul sec. al XIX-lea), istoric
- George Achim